# I Know (Aly & AJ)
I Know è un singolo di Aly & AJ pubblicato il 3 novembre 2017.
La canzone è il secondo singolo estratto dall'EP Ten Years.

## La canzone
"I Know" continua la sperimentazione elettronica trovata nel singolo precedente "Take Me". È un brano dance pop, dream pop e indie pop che ha una durata di tre minuti e trenta secondi. La canzone è nella tonalità Fa minore e si muove con un tempo di 115 battiti al minuto in una segnatura 4/4.
La strumentazione della canzone consiste in voci riverberanti su sintetizzatori sdolcinati e una drum machine 808 ispirata agli anni '80. La canzone è stata musicalmente confrontata con le opere dei M83.
Per la canzone, il duo si è stato ispirato alla morte di un conoscente, che era morto di cancro. Su questo argomento il duo disse:
(Aly & AJ, MTV.)

## Accoglienza
"I Know" ha ottenuto recensioni positive da critici musicali, che hanno elogiato la produzione sperimentale della canzone, nonché la maturità e le esibizioni vocali del duo. Jon Ali di JonAli's Blog ha definito la canzone "una produzione molto più matura e sperimentale rispetto ai balli Disney per cui sono più conosciuti e, come "Take Me", è una gradita sorpresa e un nuovo passo nella giusta direzione." Allison Stubblebine, scrivendo per Billboard, ha elogiato il duo per "[imparare] a colpire l'unghia metaforica sulla testa del pop, afferrando il perfetto equilibrio di atmosfere retrò sognanti con potenti voci."

## Tracce
1. I Know – 3:30